# Anđelka Radišković
Anđelka Radišković, född 30 mars, 1992, är en volleybollspelare (passare). Radišković spelar med Bosnien och Hercegovinas landslag och har med dem deltagit i EM 2021 och 2023 samt vunnit European Silver League 2021.
På klubbnivå spelare Radišković med OK Kamnik i 1A. DOL, högstaligan i Slovenien. Hon har tidigare spelat med OK Kula Gradačac och ŽOK Jedinstvo Brčko, i Premijer liga, den bosniska högstaligan.